# Цзюйцюй Ухуей
Цзюйцюй Ухуей (кит. трад.: 沮渠無諱; піньїнь: Juqu Wuhui; пом. 444) — четвертий імператор Північної Лян періоду Шістнадцяти держав.

## Життєпис
Син Цзюйцюй Менсюня. 439 року імператор Тай У-ді розгорнув велику кампанію проти Північної Лян, в результаті якої захопив столицю, місто Ґуцзан (сучасний Увей, Ганьсу) та взяв у полон Цзюйцюй Муцзяня. Відтоді він перебував при дворі Північної Вей як почесний заручник.
442 року Цзюйцюй Ухуей повернув собі престол і формальну владу в Північній Лян. Більшість історичних джерел вважають Цзюйцюй Ухуея останнім правителем Північної Лян, однак окремі джерела називають його спадкоємцем і останнім правителем Цзюйцюй Аньчжоу.

## Девіз правління
- Ченпін (承平) 443-444